# Bougoula (Kolondiéba)
Pour les articles homonymes, voir Bougoula.
Bougoula est une localité et une commune rurale du Mali de l'arrondissement central de Fakola, dans le cercle de Fakola et la région de Bougouni.

## Villages
La commune s'étend sur 5 localités relevées lors du recensement général de 2009. 
Les villages les plus peuplés sont :
- Bougoula (2 179 habitants)
- Zantoumana (1 613 habitants)
- Siana (1 267 habitants)